# لوجيلان
لوجيلان (بالإنجليزية: Lugeilan)‏ في ميثولوجيا بعض شعوب جزيرة كارولين هو رب المعرفة. نزل من السماء إلى الأرض وعلم الناس كيف يبذرون البذار وجنون المحصول، وعلمهم الوشم وتصفيف الشعر. لوجيلان مترافق مع شجرة جوز الهند. ابنه هو أوليفات Olofat رب التغير.